# Charles Gaudichaud-Beaupré
Charles Gaudichaud-Beaupré (Angoulême, 4 settembre 1789 – Parigi, 16 gennaio 1854) è stato un botanico francese.

## Biografia
Charles Gaudichaud-Beaupré nacque ad Angoulême il 4 settembre 1789 da J-J. Gaudichaud e Rose (Mallat) Gaudichaud. Studiò farmacologia a Cognac e Angoulême.
Accompagnò Louis de Freycinet nella spedizione navale destinata all'esplorazione della costa meridionale e sud-occidentale dell'Australia. Nel 1831 viaggiò in Sud America, visitando il Cile, il Brasile e il Perù. Nel 1836 intraprese un terzo viaggio, circumnavigando il globo sulla nave La Bonite.
Morì a Parigi il 16 gennaio 1854.

## Opere principali
- Flore des îles Malouines (Flora of the Malouine Islands)
- Mémoire sur les Cycadées (Treatise on the Cycads)
- Voyage de l'Uranie (Voyage of the Uranus)
- Lettre sur l'organographie et la physiologie, addressed to Monsieur de Mirbel, in Archives de Botanique, T. II, 1833 (Letter on Oceanography and Physiology)
- Recherches générales sur l'organographie (General Research on Oceanography)
- Mémoire sur le Cissus hydrophora (Treatise on Cissus hydrophora)
- Voyage Autour du Monde Executé pendant les années 1836 et 1837 sur la corvette La Bonite (Voyage of the Bonita)
- Notes relatives à l'organographie et à la physiologie des végétaux monocotylés